# Gaius Iulius Bassus (Konsul 139)

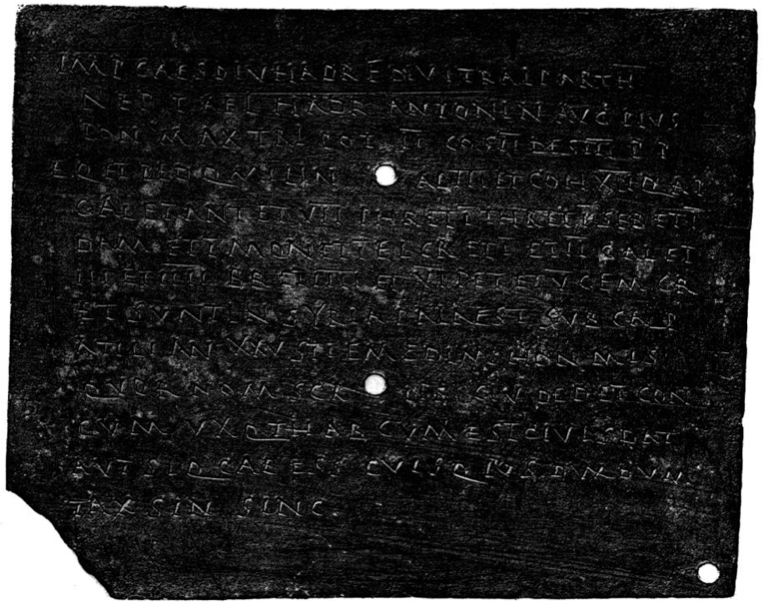
Das Militärdiplom vom 22. November 139 n. Chr.

Gaius Iulius Bassus war ein im 2. Jahrhundert n. Chr. lebender römischer Politiker.
Durch ein Militärdiplom, das auf den 22. November 139 datiert ist, ist belegt, dass Bassus 139 zusammen mit Marcus Ceccius Iustinus Suffektkonsul war; die beiden übten dieses Amt vom 1. November bis zum 31. Dezember aus. Vermutlich war Gaius Iulius Quadratus Bassus sein Vater.
Durch eine Inschrift, die in Apulum gefunden wurde, ist ein Iulius Bassus für den 13. Dezember 135 als Statthalter (Legatus Augusti pro praetore) in der Provinz Dacia superior belegt; er dürfte mit dem Konsul von 139 identisch sein.

## Datierung
Werner Eck datiert die Statthalterschaft in die Amtsjahre 134/135 bis 137/138 (möglich wäre auch 135 bis 138).